# Infanterikanonvagn
Infanterikanonvagn (förkortat ikv), tidigare även benämnd  stormartillerivagn (sav) eller stormkanonvagn (skv), är en typ av stridsfordon vars grundläggande uppgift är att utgöra en rörlig, skyddad, självgående artilleripjäs för direkt infanteriunderstöd. Huvudbestyckning på infanterikanonvagnar utgörs därför vanligen av en grovkalibrig kanon avsedd för bekämpning av traditionella infanterimål, såsom oskyddad trupp, kulsprutepositioner, stridsvärn (pjäsvärn, skyttevärn, skyttegravar, bunkrar, etc), artilleribatterier och andra fordon, etc. De ska främst användas som en skyddad självgående fältkanon som kan rycka fram med infanteri både i och utanför strid, men även som egna enheter som kan användas ihop med pansartrupper. Flera historiska infanterikanonvagnar har även haft en sekundär eller kombinerad roll som pansarvärnskanonvagn, som till exempel den välkända nazityska Stug III från andra världskriget, eller den mer moderna svenska ikv 91 som har ett kanontorn.
I modern tid har infanterikanonvagnar minskat i betydelse och de fordon som används är lättare, snabbare och smidigare med mångfunktionalitet som gränsar över till andra roller, såsom spaning; se avsnittet moderna infanterikanonvagnar för mer information.

## Äldre infanterikanonvagnar
Infanterikanonvagnar förekom främst under andra världskriget och var ofta (men inte alltid) baserade på stridsvagnschassin där tornet bytts ut mot en pansrad kasematt eller öppen pansarkropp där man monterat en grövre fältkanon med begränsat sidriktfält. Fordonstypen är dock mer grundad i roll och användning än utformning, varav det historiskt funnits infanterikanonvagnar med till exempel hjuldrift och kanontorn. Vissa exempel har även börjat sina dagar som något annat och sedan blivit omdefinierade som infanterikanonvagn, exempelvis svenska stridsvagn m/42 som senare blev infanterikanonvagn 73 utan större modifieringar.

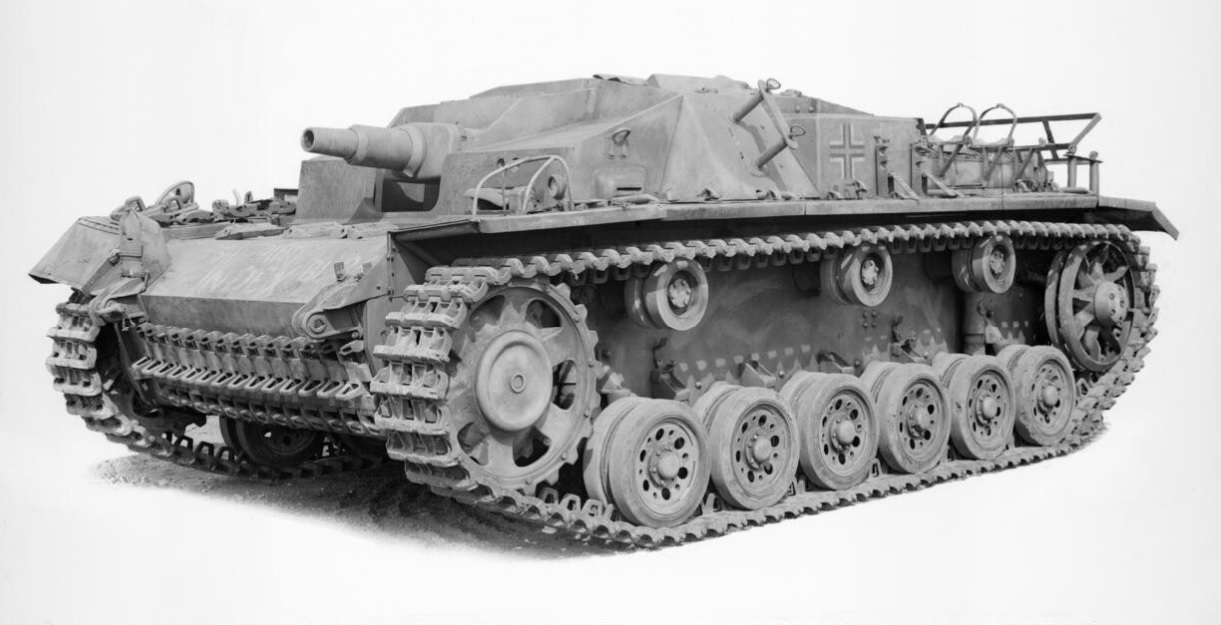
Nazitysk Sturmgeschütz III med kort L/24 7,5 cm StuK 37-stormkanon.
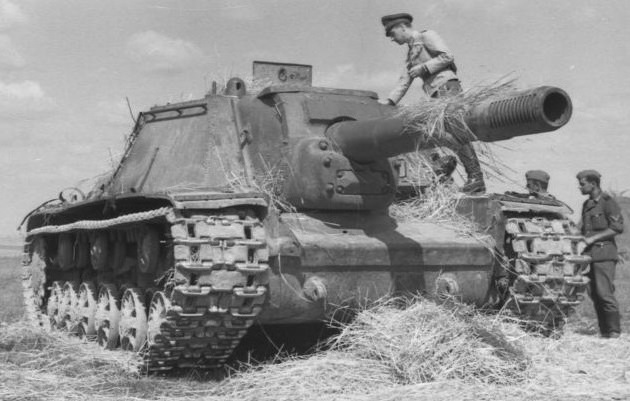
Sovjetisk SU-152 under andra världskriget.
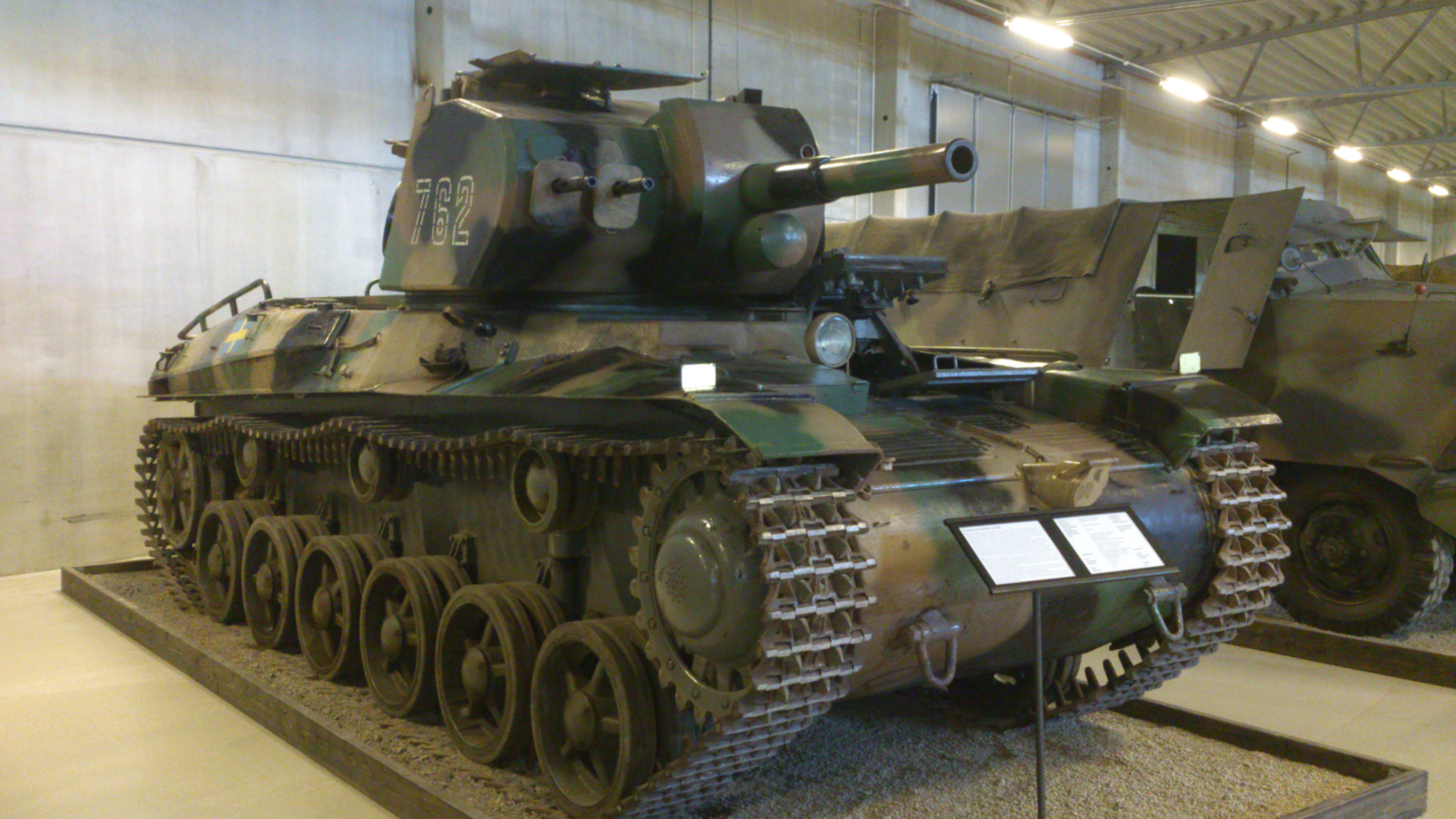
Svensk infanterikanonvagn 73 på Försvarsfordonsmuseet Arsenalen.
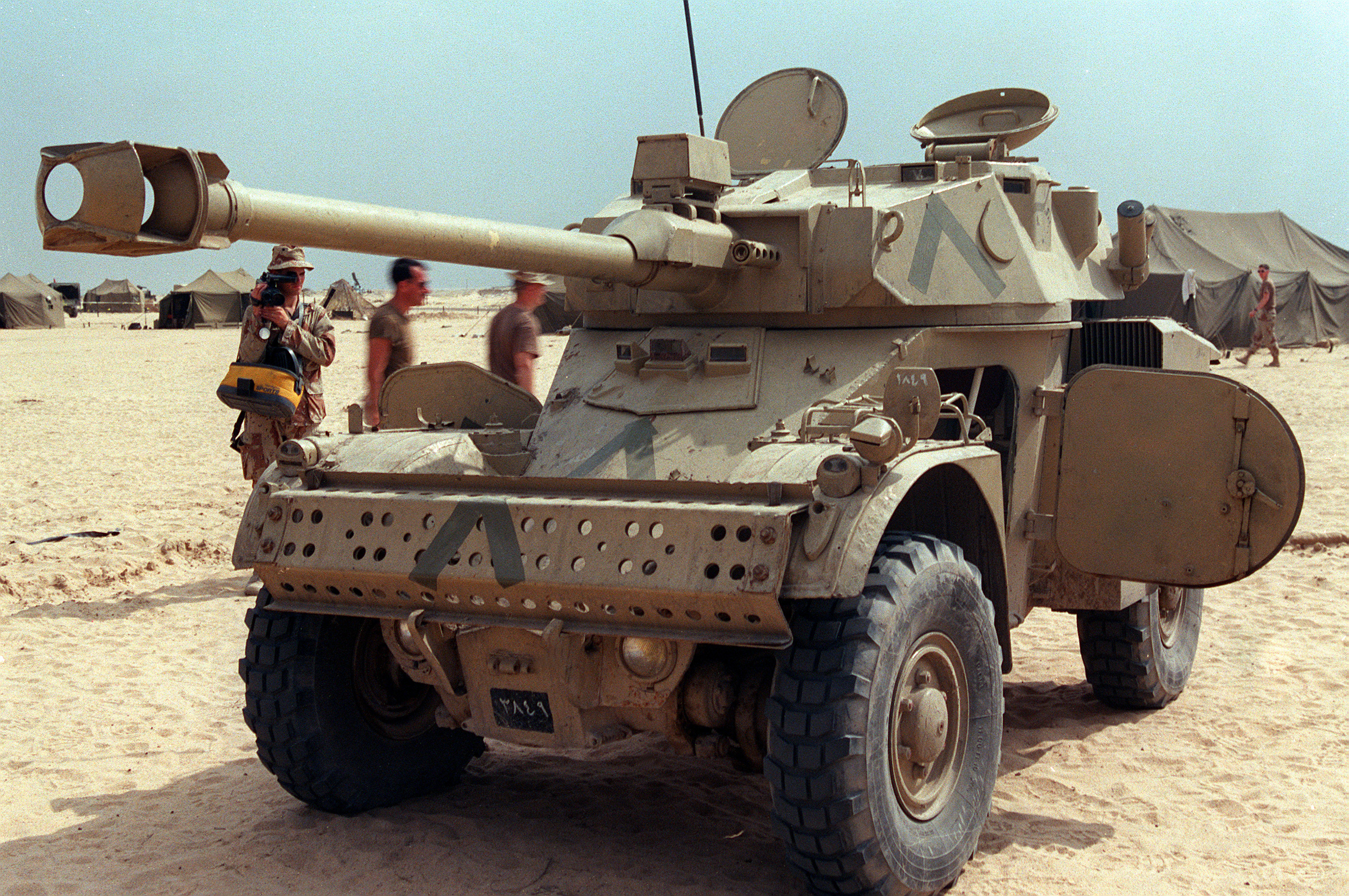
Fransk Panhard AML-90 "infanterikanonbil".

## Moderna infanterikanonvagnar
I modern tid används inte traditionella infanterikanonvagnar i någon större skala världen runt. Den klassiska infanterikanon-rollen har i modern tid till stor del tagits över av lätta stridsvagnar och pansarskyttefordon, men inte helt och hållet. Sedan slutet av 1980-ralet har en ny typ av infanterikanonvagn tagits fram på flera håll i världen. Det moderna konceptet är en typ av "enhetsfordon" (exempel: enhetsflygplan) för snabbinsatser som kan fylla flera roller och snabbt reagera och byta mellan dessa, såsom infanteriunderstöd, eldunderstöd, pansarvärn och spaning. De har vanligen hjuldrift för att kunna förflytta sig snabbare och längre än vad stridsvagnar kan på ett fungerande vägnätverk. Chassiutformningen efterliknar det som brukar kallas pansarterrängbil i Sverige. Beväpningen består nästan universellt av en högtryckskanon i ett roterande kanontorn som kan skjuta allt från pilprojektiler till spränggranater och rökgranater.

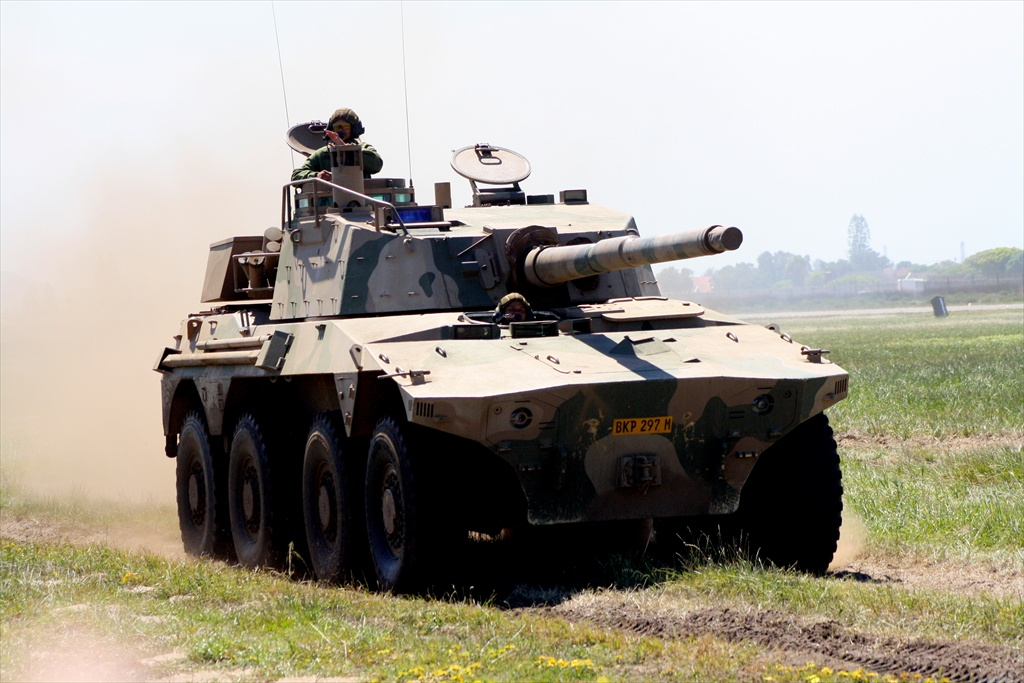
Modern infanterikanonvagn "Rooikat" från Sydafrika.
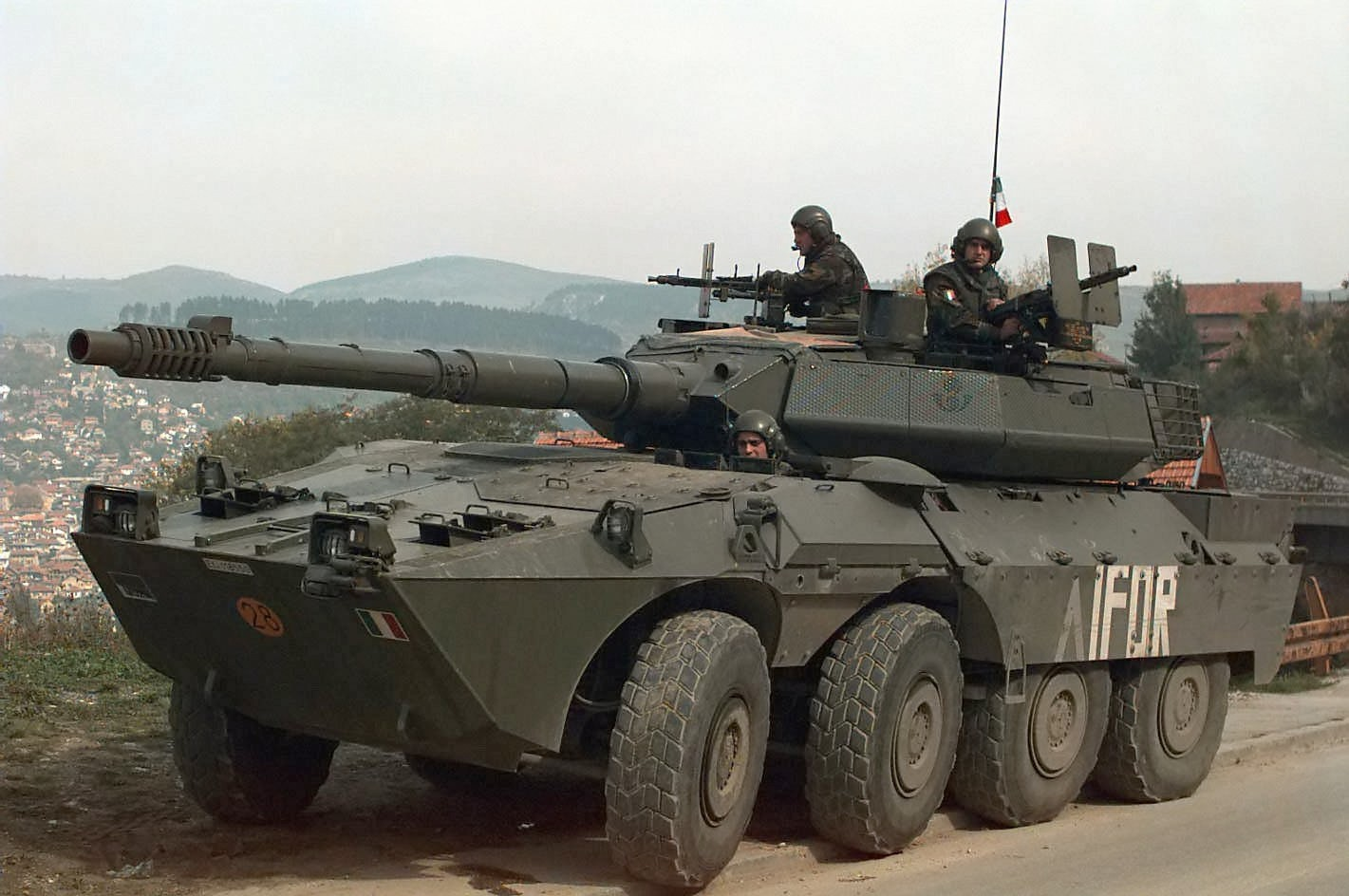
Modern infanterikanonvagn "Centauro I 105" från Italien.
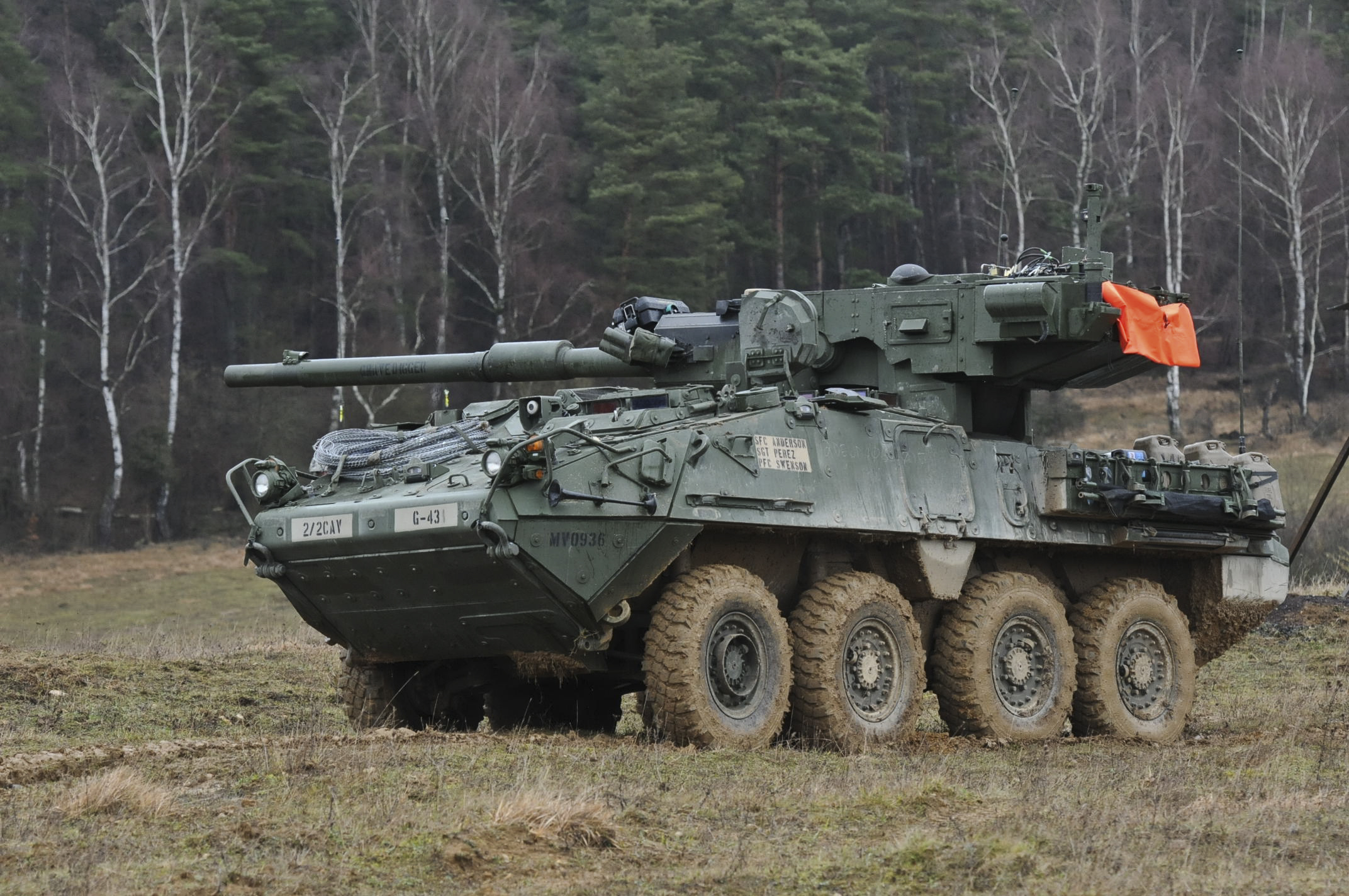
Amerikansk modern infanterikanonvagn "M1128 Mobile Gun System".

## Exempel på infanterikanonvagnar

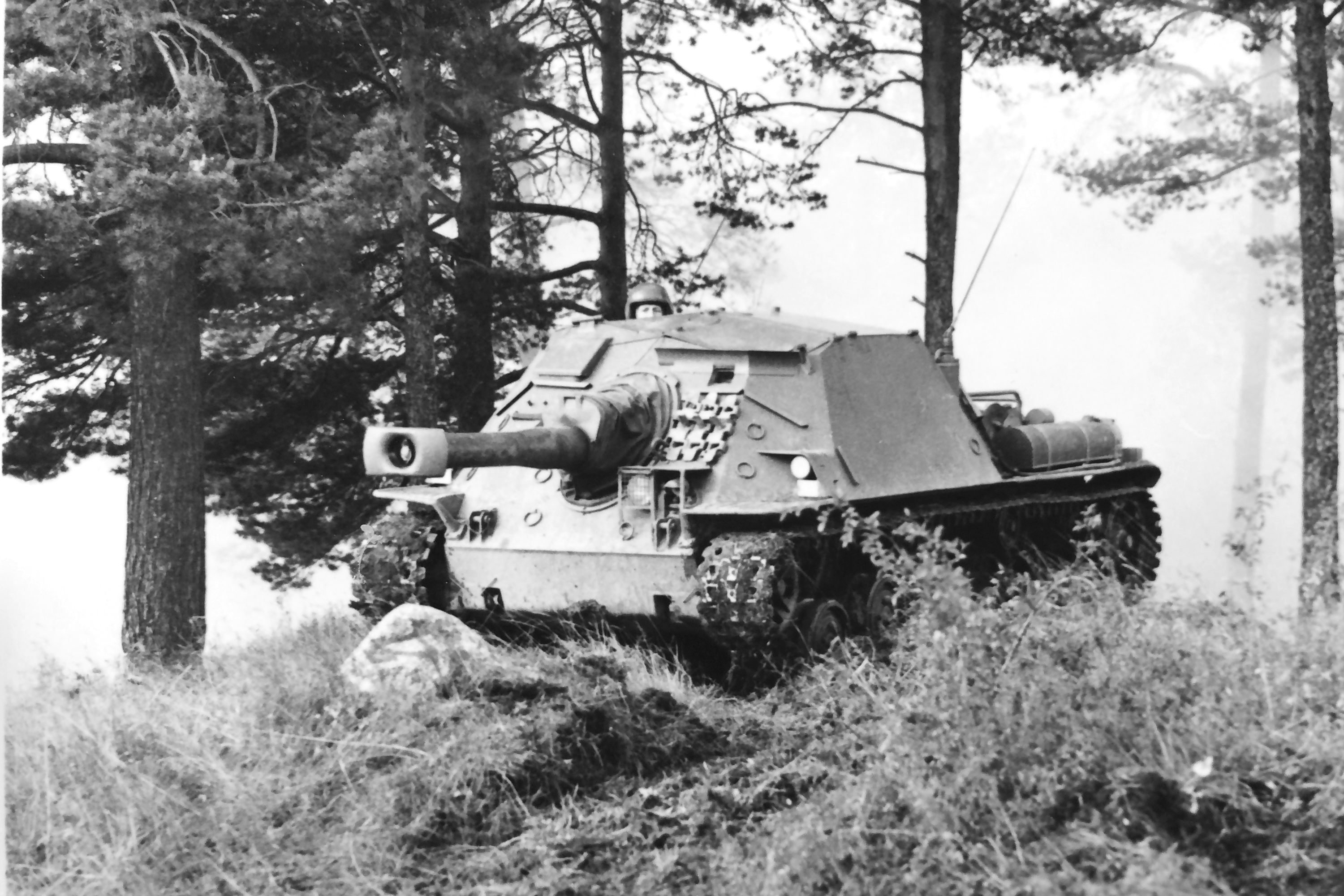
Svensk infanterikanonvagn 103 under övning på 1960-talet.

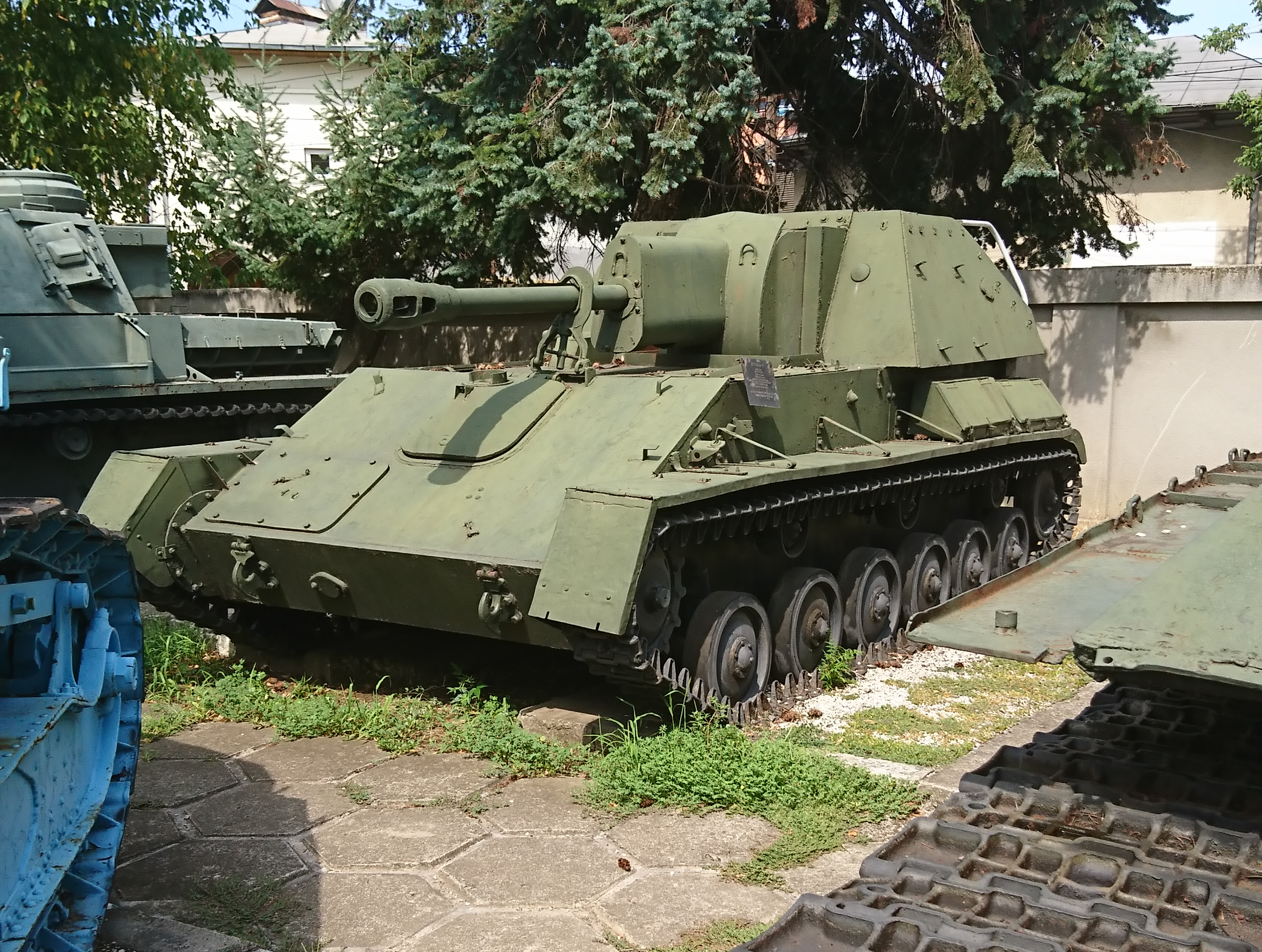
Bevarad sovjetisk infanterikanonvagn SU-76 från andra världskriget.

Svenska infanterikanonvagnar
- Stormartillerivagn m/43
- Infanterikanonvagn 72
- Infanterikanonvagn 73
- Infanterikanonvagn 102
- Infanterikanonvagn 103
- Infanterikanonvagn 91

 Tyska infanterikanonvagnar
- Grille
- Sturmgeschütz III
- Sturmgeschütz IV
- Sturmpanzer IV

 Sovjetiska infanterikanonvagnar
- SU-76
- SU-122
- SU-152